# 欧尔塔尔茨
欧尔塔尔茨，是匈牙利佐洛州所辖的一个村，总面积29.53平方公里，总人口250，人口密度8.5人/平方公里（2010年1月1日）。